# Víktor Modzolevski
Víktor Ígorevich Modzolevski –en ruso, Виктор Игоревич Модзолевский– (13 de abril de 1943-20 de noviembre de 2011) fue un deportista soviético que compitió en esgrima, especialista en la modalidad de espada.
Participó en tres Juegos Olímpicos de Verano entre los años 1968 y 1976, obteniendo dos medallas, plata en México 1968 y bronce en Múnich 1972. Ganó tres medallas en el Campeonato Mundial de Esgrima entre los años 1967 y 1973.

## Palmarés internacional
| Juegos Olímpicos   | Juegos Olímpicos          | Juegos Olímpicos  | Juegos Olímpicos   |
| Año                | Lugar                     | Medalla           | Prueba             |
| ------------------ | ------------------------- | ----------------- | ------------------ |
| 1968               | Ciudad de México (México) | Medalla de plata  | Espada por equipos |
| 1972               | Múnich (RFA)              | Medalla de bronce | Espada por equipos |
| Campeonato Mundial |                           |                   |                    |
| Año                | Lugar                     | Medalla           | Prueba             |
| 1967               | Montreal (Canadá)         | Medalla de oro    | Espada por equipos |
| 1971               | Viena (Austria)           | Medalla de plata  | Espada por equipos |
| 1973               | Gotemburgo (Suecia)       | Medalla de bronce | Espada por equipos |